# François-Marie de Broglie
François-Marie de Broglie, 1r duc de Broglie (1671 – 1745) fou un aristòcrata i militar francès dels segles XVII i XVIII. Fou mariscal de França.

## Família

### Orígens familiars
Provinent de la casa de Broglie, una família noble francesa d'origen piemontès, François-Marie era el tercer fill del mariscal de França Victor-Maurice de Broglie.
|  |                                         |  |  |  |  |  |  |  |  |  |  |  |  |  |  |  |
|  | 4. Francesco Maria di Broglia           |  |  |  |  |  |  |  |  |  |  |  |  |  |  |  |
|  |                                         |  |  |  |  |  |  |  |  |  |  |  |  |  |  |  |
|  |                                         |  |  |  |  |  |  |  |  |  |  |  |  |  |  |  |
|  | 2. Victor-Maurice de Broglie            |  |  |  |  |  |  |  |  |  |  |  |  |  |  |  |
|  |                                         |  |  |  |  |  |  |  |  |  |  |  |  |  |  |  |
|  |                                         |  |  |  |  |  |  |  |  |  |  |  |  |  |  |  |
|  | 5. Olympe de Vassal, comtessa de Favria |  |  |  |  |  |  |  |  |  |  |  |  |  |  |  |
|  |                                         |  |  |  |  |  |  |  |  |  |  |  |  |  |  |  |
|  |                                         |  |  |  |  |  |  |  |  |  |  |  |  |  |  |  |
|  | 1. François-Marie de Broglie            |  |  |  |  |  |  |  |  |  |  |  |  |  |  |  |
|  |                                         |  |  |  |  |  |  |  |  |  |  |  |  |  |  |  |
|  |                                         |  |  |  |  |  |  |  |  |  |  |  |  |  |  |  |
|  | 6. Guillaume de Lamoignon               |  |  |  |  |  |  |  |  |  |  |  |  |  |  |  |
|  |                                         |  |  |  |  |  |  |  |  |  |  |  |  |  |  |  |
|  |                                         |  |  |  |  |  |  |  |  |  |  |  |  |  |  |  |
|  | 3. Marie de Lamoignon                   |  |  |  |  |  |  |  |  |  |  |  |  |  |  |  |
|  |                                         |  |  |  |  |  |  |  |  |  |  |  |  |  |  |  |
|  |                                         |  |  |  |  |  |  |  |  |  |  |  |  |  |  |  |
|  | 7. Madeleine Potier                     |  |  |  |  |  |  |  |  |  |  |  |  |  |  |  |
|  |                                         |  |  |  |  |  |  |  |  |  |  |  |  |  |  |  |
|  |                                         |  |  |  |  |  |  |  |  |  |  |  |  |  |  |  |

### Núpcies i descendència
Es va casar a Sant-Maloù el 18 de febrer de 1716 amb Thérèse Gillette (1692 – 1763), filla de Charles Locquet de Grandville (1646-1713), conseller secretari del Rei. D'aquest matrimoni tingueren:
- Victor-François (1718 – 1804), 2n duc de Broglie, príncep del Sacre Imperi (1759), mariscal de França, ambaixador a Polònia (1752-1758) i secretari d'Estat de la Guerra (1789).
- Charles-François (1719 – 1781), príncep de Broglie, marquès de Ruffec, ambaixador a Polònia (1752–1756), tinent general (1760), comandant del Franc Comtat (1761-62), governador del Saumurois (1770) i cap del Secret del Rei Lluís XV.
- François (1720 – 1757), comte de Revel, brigadier dels exèrcits del rei i coronel del regiment de Poitou.
- Marie Thérèse (1732 – 1751).
- Charles (1733 – 1777), bisbe-comte de Noyon.
- Marie.

## Carrera militar
Va servir a la Guerra de Successió espanyola i va estar present a Malplaquet. Va ser ascendit a tinent-general el 1710 i va servir amb Villars a la darrera etapa del conflicte i a la batalla de Denain. Durant el temps de pau va seguir en la carrera militar i va ser nomenat director general de cavalleria i dragons. Com a diplomàtic, va ser ambaixador a Anglaterra el 1724.
En el transcurs de la Guerra de Successió polonesa, la guerra a Itàlia el va fer tornar al camp de batalla el 1733 i l'any següent va ser ascendit a mariscal de França. A la campanya de 1734 era un dels comandants en cap del bàndol francès i va lluitar a les batalles de Parma i Guastalla.